# Conus virgo
Conus virgo é uma espécie de gastrópode do gênero Conus, pertencente a família Conidae.

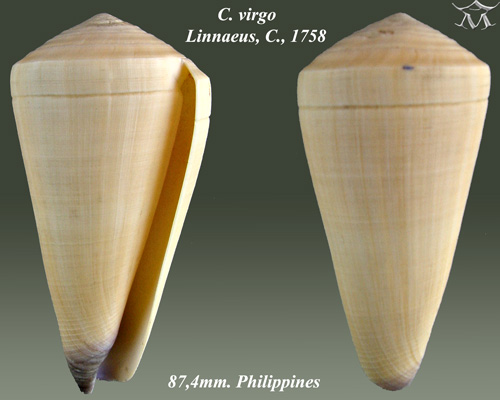
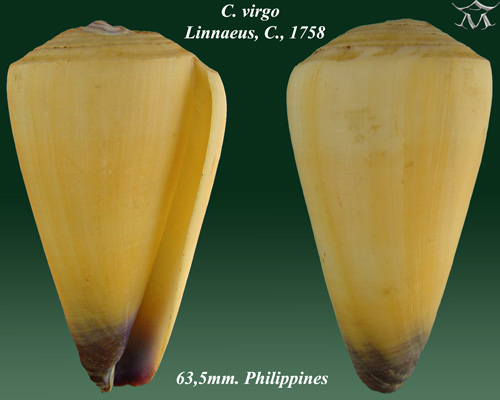
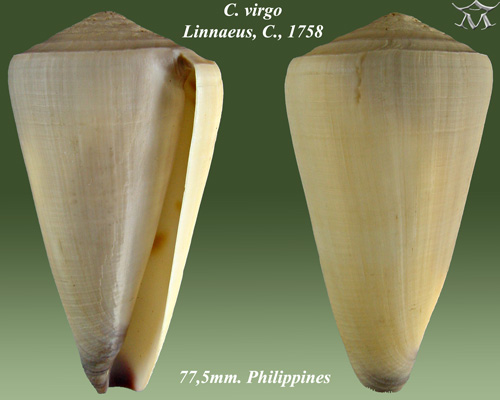
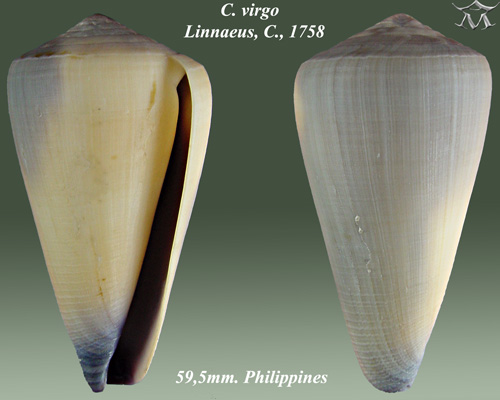